# Gare de Worms-Pfeddersheim
Le Haltepunkt Worms-Pfeddersheim est une halte ferroviaire et ancienne gare ferroviaire du quartier Pfeddersheim. Outre la gare centrale de Worms, il s'agit de l'une des deux gares de voyageurs en service dans l'agglomération de la ville hesse rhénane de Worms. La gare est gérée par la direction de la Gare centrale de Mayence. Le bâtiment d'accueille est déclaré monument historique.

## Histoire
Le bâtiment d'accueil a été construit en 1884 lors de la construction de la ligne de la Hesse rhénane (de) par le chemin de fer Louis de Hesse (de). Il s'agit d'un bâtiment d'accueil généreux pour l'époque, mais encore typique d'une communauté de taille moyenne.
Le bâtiment de trois étages était fait de blocs de grès avec un toit en bâtière. Le bâtiment néoclassique présente également des formes fonctionnelles aux proportions équilibrées. Lors de la construction du bâtiment d'accueil, l'étage supérieur était aménagé en appartements, tandis qu'au rez-de-chaussée se trouvaient les bureaux et les guichets voyageurs. Dans les décennies suivants le bâtiment d'entrée a été agrandi pour inclure une extension du rez-de-chaussée à l'ouest qui servait de salle d'attente. Le bâtiment est aujourd'hui un monument culturel en raison de la loi sur la protection des monuments (de) de l'État de Rhénanie-Palatinat. En 1985, le bâtiment a été complété par l'ajout d'un poste d'aiguillage en forme d'une maison à colombages.
Dans la partie est de la gare, un embranchement particulier aujourd'hui fermé bifurquait en 1899 vers la Konservenfabrik Braun. Il courait vers le nord par la Brückenstraße et y est encore visible.
Avec la mise en service d'un poste d'aiguillage informatique Rheinhessen-Weinstraße en 2004, la gare de Pfeddersheim est devenue opérationnellement un point d'arrêt et le quai intermédiaire a été remplacé par un quai extérieur sur la voie en direction sud.

## Service des voyageurs

### Accueil
Le bâtiment d'entrée, construit en 1884, est situé au nord du quai de la voie 1. Aujourd'hui, il est fermé aux voyageurs ; il y a des appartements. La halte de Worms-Pfeddersheim dispose de deux quais avec deux voies. Les trains vers Alzey (de) et Bingen am Rhein (de) partent du quai 1, tandis que le quai 2 est utilisé pour les trains vers Worms. Les deux quais sont accessibles par la Frankenthaler Straße, qui traverse les voies légèrement à l'ouest des quais de la gare. Les deux quais sont également sans obstacle avec des rampes pour fauteuils roulants.

### Desserte
Seuls les trains régionaux s'arrêtent à Worms-Pfeddersheim. Les villes de Bingen am Rhein, Alzey et Worms sont accessibles directement et pour Mayence, Francfort-sur-le-Main, Ludwigshafen am Rhein et Mannheim il y a un changement à Worms (Gare centrale). Les trains régionaux y circulent toutes les heures, aux heures de pointe entre Monsheim et Worms toutes les demi-heures. Ainsi Pfeddersheim est bien relié aux régions métropolitaines Rhin-Neckar et Rhin-Main.

Installations et desserte
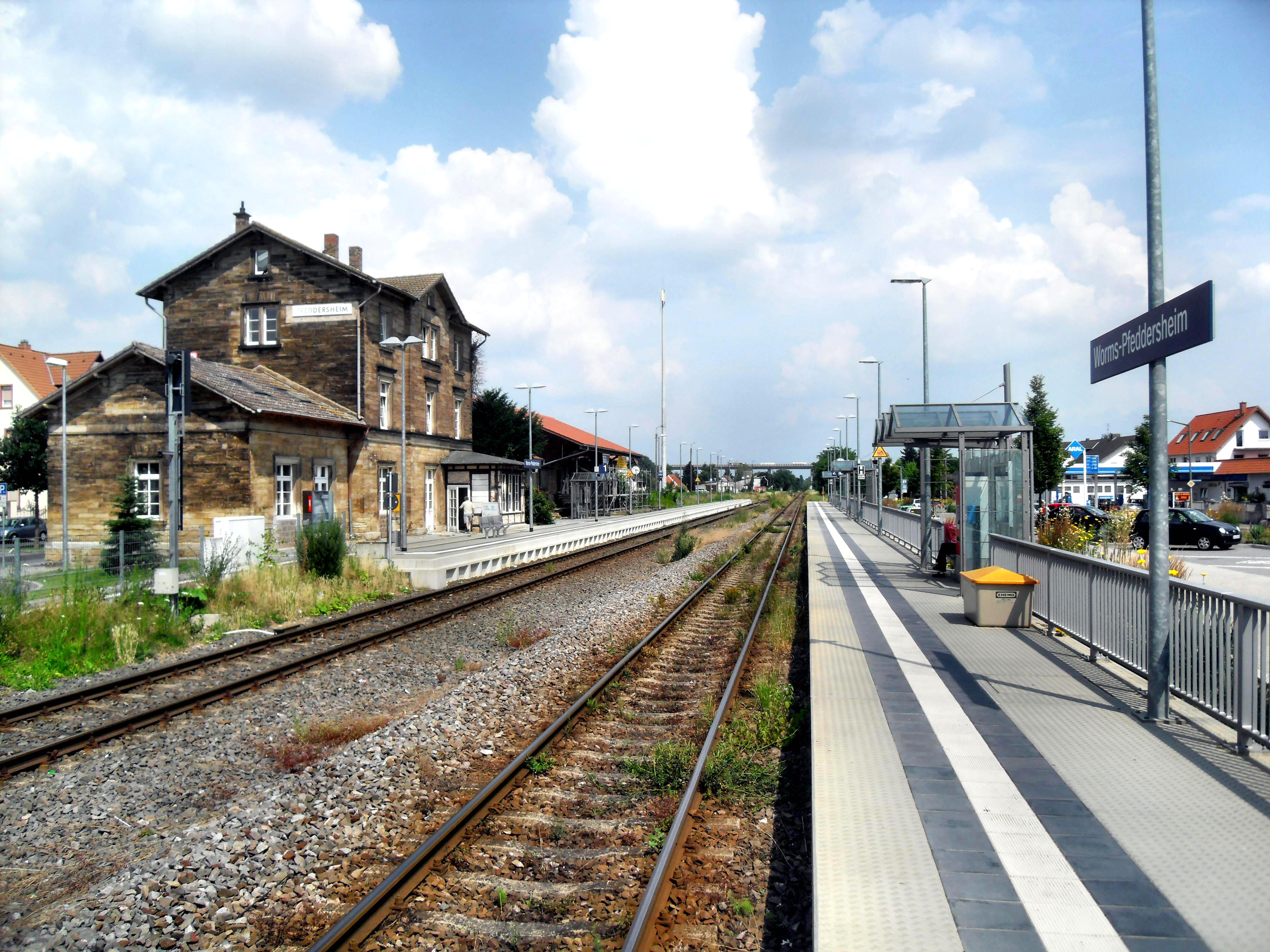
Vue d'ensemble.
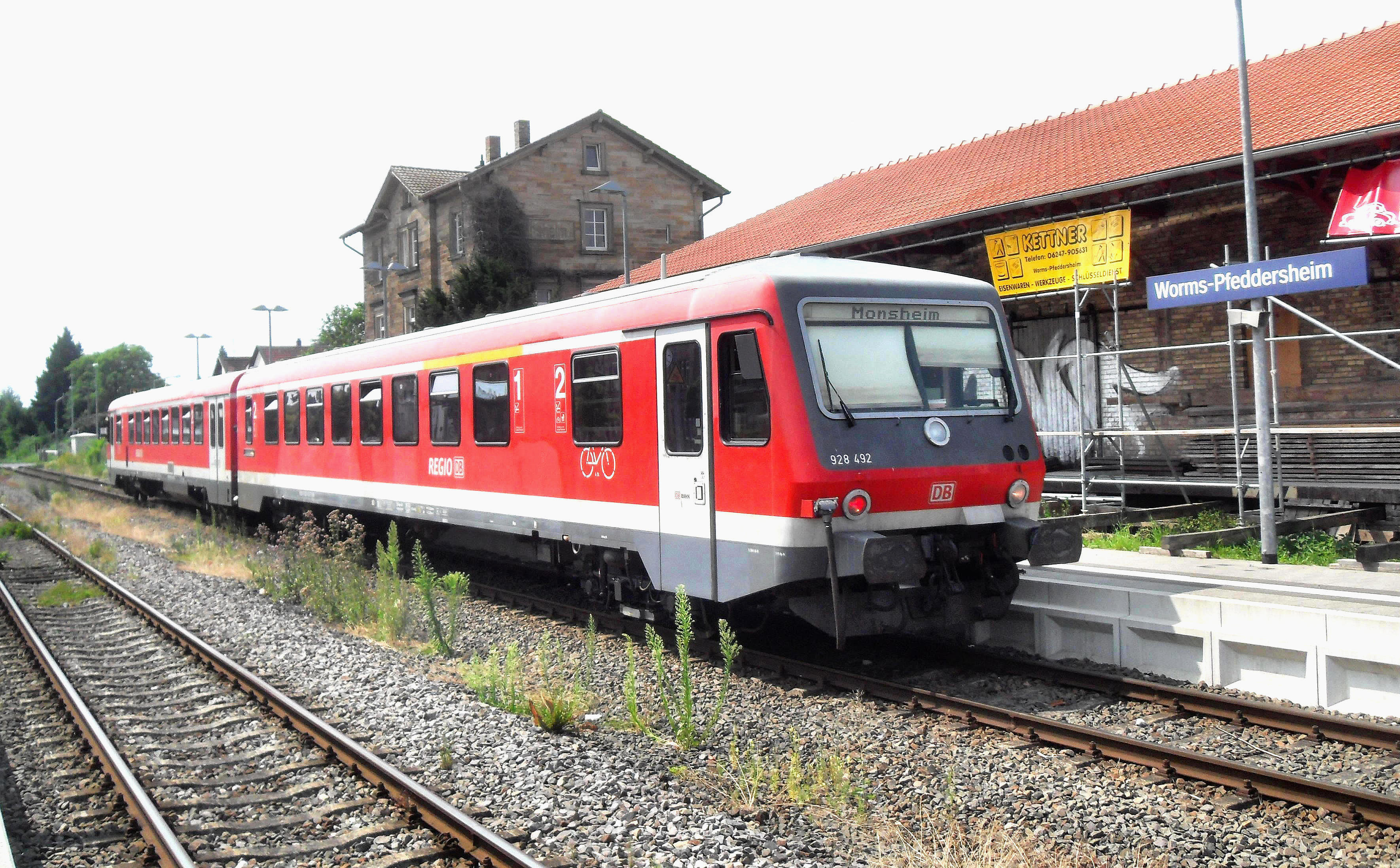
Desserte.
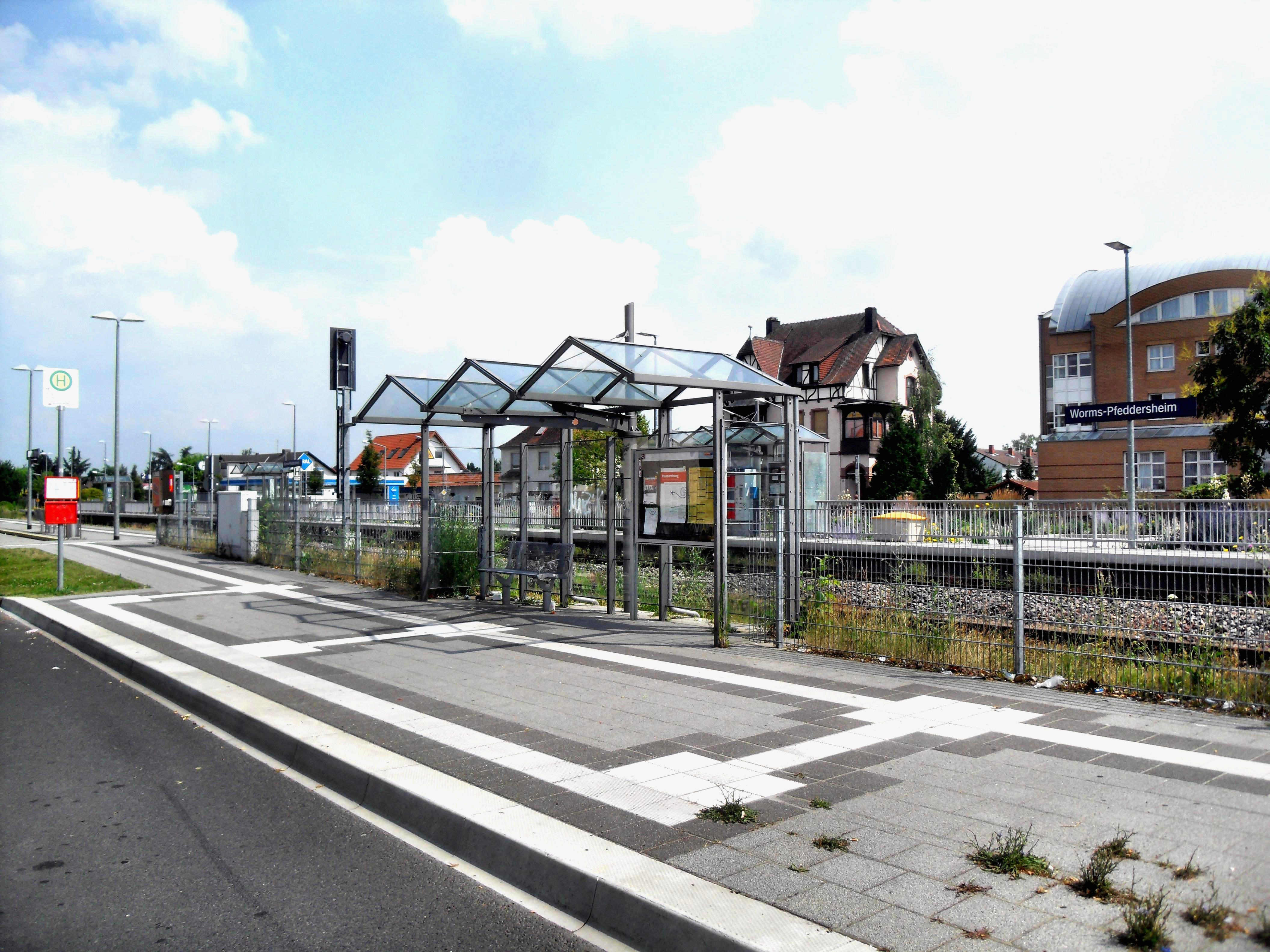
Arrets des bus.

### Intermodalité
De nombreux parkings à vélos sont présents sur le parvis de gare.
Il y a un arrêt de bus sur le parvis de la gare où s'arrête la ligne de bus 405. Il y a également de nombreuses places de stationnement pour les voyageurs à proximité.